# Anthony Jeanjean
Anthony Jeanjean, född 13 maj 1998 i Béziers, är en fransk BMX-cyklist.

## Karriär
Kieran Reilly deltog vid OS 2020 och placerade sig på en sjundeplats i disciplinen park. Vid OS 2024 tog han brons i BMX-klassen freestyle.